# Štefan Meňhár
Štefan Meňhár, též Štefan Meňhart (3. února 1905 - ???), byl slovenský a československý politik Komunistické strany Slovenska a poúnorový poslanec Národního shromáždění ČSSR.

## Biografie
Ve volbách roku 1960 byl zvolen za KSS do Národního shromáždění ČSSR za Středoslovenský kraj. V Národním shromáždění zasedal až do konce volebního období parlamentu, tedy do voleb v roce 1964. V letech 1964-1966 se uvádí jako účastník zasedání Ústředního výboru Komunistické strany Slovenska.